# Tanah Grogot
Tanah Grogot est une ville d'Indonésie située près de la côte orientale de l'île de Bornéo. C'est le chef-lieu du kabupaten de Paser dans la province de Kalimantan oriental.